# Joakim Jakobsen
Joakim Jakobsen, född 1963, är en dansk författare och journalist verksam på Weekendavisen. Han tilldelades De Berlingske Journalisters pris 2010. Hans bok Tour de France: Historien om världens största cykellopp har utkommit i svensk översättning på Natur & Kultur.